# Statek miłości
Statek miłości (ang. The Love Boat) – amerykański serial telewizyjny, pierwotnie wyświetlany w latach 1977–1987 przez stację telewizyjną ABC.
Producentem tego serialu był Aaron Spelling, który dla ABC wyprodukował wiele popularnych seriali w latach 60., 70. i 80. XX wieku.
Akcja rozgrywała się zwykle na wycieczkowym statku pasażerskim Pacific Princess. Pasażerowie i załoga statku przeżywali wiele zabawnych lub miłosnych przygód. Większość scen nakręcono w studiu, w niektórych odcinkach wystąpiły siostrzane jednostki np. Island Princess.
Serial był kontynuowany jako The Love Boat: The Next Wave.

## Obsada
- Gavin MacLeod – kapitan Merrill Stubing
- Bernie Kopell – dr Adam „Doc” Bricker
- Fred Grandy – Burl „Gopher” Smith, płatnik
- Ted Lange –  Isaac Washington, barman
- Lauren Tewes – Julie McCoy (1977-84)
- Jill Whelan – Vicki Stubing, córka kapitana (1979-86)
- Pat Klous – Judy McCoy (1984-86)
- Ted McGinley – Ashley „Ace” Covington Evans (1984-86)
- Marion Ross – Emily Hayward Stubing (1986)

W rolach epizodycznych wystąpiło kilkuset aktorów i aktorek, m.in.:
| - Don Adams - Melissa Sue Anderson - Ursula Andress - Alison Arngrim - Douglas Barr - Stephanie Beacham - Dirk Benedict - Bill Bixby - Linda Blair - Ernest Borgnine - Lloyd Bridges - Raymond Burr - David Cassidy - Joan Collins - Chuck Connors - Courteney Cox - Bob Crane - Robert Culp - Jamie Lee Curtis - Bill Daily - Tony Danza | - Patrick Duffy - Erik Estrada - Linda Evans - Douglas Fairbanks Jr. - Corey Feldman - John Forsythe - Michael J. Fox - Gary Frank - Zsa Zsa Gabor - Melissa Gilbert - Karen Grassle - Peter Graves - Erin Gray - Lorne Greene - Tom Hanks - Julie Harris - Lisa Hartman - Richard Hatch - David Hasselhoff - Janet Jackson - Gene Kelly - Werner Klemperer | - Jack Klugman - Don Knotts - Diane Ladd - Lorenzo Lamas - Heather Locklear - Lee Majors - Roddy McDowall - Lee Meriwether - Yvette Mimieux - Pat Morita - Leslie Nielsen - Lilli Palmer - The Pointer Sisters - Vincent Price - John Ritter - Pernell Roberts - Mickey Rooney - Telly Savalas - Martin Short - Suzanne Somers | - Elke Sommer - Tori Spelling - Jerry Stiller - Alan Thicke - Heather Thomas - Sada Thompson - Lana Turner - Robert Urich - Robert Vaughn - Jimmie Walker - Nancy Walker - Adam West - Betty White - Michael Winslow - Jane Wyatt - Susannah York - Stephanie Zimbalist - Tom Bosley |

oraz np. zespoły Village People i The Temptations.